# Jean-Claude Bouillon
Pour les articles homonymes, voir Bouillon.
Jean-Claude Bouillon est un acteur français, né le 27 décembre 1941 à Épinay-sur-Seine et mort le 31 juillet 2017 à Marseille 8e.

## Biographie
Jean-Claude Bouillon est surtout connu pour son interprétation du commissaire Valentin dans la série télévisée Les Brigades du tigre, dont la diffusion s'étend de 1974 à 1983.
Il fait ses débuts de comédien au TNP en 1966 dans Chant public devant deux chaises électriques d'Armand Gatti, puis enchaîne les rôles principaux dans plusieurs films :  Made in USA (1966)  de Jean-Luc Godard, Le Dernier Homme (1968) de Charles Bitsch, Le Champignon (1969) de Marc Simenon, où il est le mari de Mylène Demongeot, Un aller simple (1971) de José Giovanni, et Hellé (1972) de Roger Vadim. En 1969, il incarne Philippe Marlot dans Tout peut arriver de Philippe Labro, film qui voit également les débuts de Fabrice Luchini.
Il consacre l'essentiel de sa carrière à la télévision dans plus de 40 productions télévisuelles, téléfilms ou séries. Il tournait également pour la télé dans des productions étrangères comme Le Voyageur (The Hitchhiker), où, dans l'épisode Windows (épisode 10, saison 6), il joue Victor, le mari agressif de Claude Jade. Outre le commissaire Valentin, Il incarne notamment le photographe Christophe Bardol dans la mini-série Les Roses de Dublin en 1981, Dimitri dans la série Les Aventures du jeune Patrick Pacard en 1984, ainsi que Xavier Mondino dans la série Sous le soleil de 2003 à 2007. Un de ses rôles les plus célèbres demeure son Serge Létan, l'amant de Claude Jade, dans le feuilleton Cap des Pins (1998-2000).
Il exerce son métier d'acteur également au théâtre. Ainsi joue-t-il des rôles majeurs dans plus de 27 productions, notamment Autant en emporte le vent, mise en scène Daniel Benoin en 1983, La Double Inconstance de Marivaux, mise en scène Jean-Paul Tribout en 1988, Huis clos de Jean-Paul Sartre, mise en scène Daniel Colas au Théâtre du Lucernaire en 1991, Les Mufles de Sacha Guitry, mise en scène Jean-Paul Tribout en 1992, Sud de Julien Green, mise en scène Marc Quentin et Pascal Luneau en 1994, La Mouette d'Anton Tchekov, mise en scène Christophe Lidon à la Criée et au Théâtre Sylvia Monfort en 1998, L'Intrus d'Antoine Rault, mise en scène Christophe Lidon à la Comédie des Champs Elysées en 2011.

### Décès
Il meurt d'un cancer du côlon à Marseille, où il vivait depuis plusieurs années avec sa femme.

### Vie privée
Jean-Claude Bouillon a épousé en premières noces en 1969 la comédienne Dominique Delpierre, leur fils Alexandre est né en 1970. Il est également le père de Bérénice, née en 1981. En 1987, il s'est marié avec Ghislaine Valence. Il a, au total, trois enfants.

## Filmographie

### Cinéma

#### Longs métrages
- 1966 : Made in USA de Jean-Luc Godard : l'inspecteur
- 1968 : Le Dernier Homme de Charles Bitsch : Jean-Claude
- 1968 : Faire l'amour : De la pilule à l'ordinateur, sketch "Emmanuelle" de Jean-Gabriel Albicocco
- 1969 : Tout peut arriver de Philippe Labro : Philippe Marlot
- 1969 : Désirella de Jean-Claude Dague : Patrick Vernier
- 1969 : Le Champignon de Marc Simenon :  Eric Calder
- 1970 : Léa, l'hiver de Marc Monnet : Lenzo
- 1971 : Un aller simple de José Giovanni : Marty
- 1971 : La Cavale de Michel Mitrani :  Lucien
- 1972 : Hellé de Roger Vadim :  François de Marceau
- 1974 : Julia et les hommes (de) (Der Liebesschüler) de Sigi Rothemund : Ralph
- 1977 : Haro ! de Gilles Béhat :  Guillaume
- 1977 : La Raison d'État d'André Cayatte : Bernard Moulin
- 1978 : L'Enfant de nuit de Sergio Gobbi : Le psychiatre
- 1979 : Le Divorcement de Pierre Barouh :  Antoine
- 1980 : La légion saute sur Kolwezi de Raoul Coutard :  Maurois
- 1980 : Un escargot dans la tête de Jean-Étienne Siry : Antoine
- 1981 : Signé Furax de Marc Simenon : le pilote de l'avion
- 1988 : L'Insoutenable Légèreté de l'être de Philip Kaufman : le douanier tchèque
- 1990 : Les Enfants du vent (de la guerre) de Krzysztof Rogulski : Le père
- 1990 : The March de David Wheatley :  J.M. Limonier
- 1992 : Pas d'amour sans amour d'Évelyne Dress : Cocktail Guest
- 1994 : Consentement mutuel de Bernard Stora : Le père de Jeanne
- 1994 : Faut pas rire du bonheur de Guillaume Nicloux
- 1997 : Arlette de Claude Zidi : Le présentateur
- 1998 : Un grand cri d'amour de Josiane Balasko : Le journaliste
- 1999 : Comme un poisson hors de l'eau d'Hervé Hadmar : Le directeur de l'hôtel
- 2005 : Cavalcade de Steve Suissa : Henri
- 2006 : Le Serpent d'Éric Barbier : Max
- 2010 : L'Immortel de Richard Berry :  Maître Martineli
- 2011 : Coups de soleil de Stéphane Kowalczyk : Raoul

#### Courts métrages
- 1981 : Scopitone de Laurent Perrin
- 2000 : Tri thérapie d’une escroquerie d'Alexandre Bouillon
- 2003 : Gamma Project de David Sarrio : Gen. Ross
- 2010 : Poème pour Louis de Thomas Gendreau : Erik (le père)

### Télévision

#### Téléfilms
- 1969 : Droit de meurtre d'Yvan Jouannet
- 1969 : Un homme à terre de Louis Grospierre
- 1973 : Comme un scorpion : Michel
- 1973 : On l'appelait Tamerlan : Vincent
- 1977 : Les Borgia ou le sang doré : César Borgia
- 1977 : Lieutenant Karl : lieutenant Karl
- 1978 : La Ronde de nuit : Franz Banning Coq
- 1979 : Mers El-Kebir : Dufay
- 1979 : Madame de Sévigné : Idylle familiale avec Bussy-Rabutin de Gérard Pignol et Jacques Vigoureux : Roger de Bussy-Rabutin
- 1982 : La Nuit du général Boulanger : Laguerre
- 1990 : Le Fantôme de l'Opéra  : un gendarme, celui qui avertit et qui tire (partie 2)
- 1989: Un enfant dans la tourmente de Piero Schivazappa
- 1990 : Il Piccolo popolo : Bernini
- 1992 : Un beau petit milliard : André
- 1996 : L'Amour en prime : Dr Blatte
- 2000 : L'Amour sur un fil de Michaëla Watteaux : Pierre
- 2002 : La Vie au grand air : Jean Berthier

#### Séries télévisées
- 1972 : Alexandre Bis de Franz Peter Wirth : Mike Friedberg
- 1974-1983 : Les Brigades du Tigre de Victor Vicas : le commissaire Valentin
- 1975 : Le Pèlerinage d'Henri Colpi : Raymond Colbi
- 1981 : Les Roses de Dublin de Lazare Iglésis : Christophe
- 1984 : Les Aventures du jeune Patrick Pacard : Dimitri
- 1988 : Hemingway
- 1988 : Sueurs froides : épisode À farceur, farceur et demi d'Arnaud Sélignac : Maxime
- 1988 : Drôles d'histoires: épisode La Corde et la Paille
- 1989 : Le Voyageur, épisode The Window : Victor
- 1992 : Un enfant dans la tourmente : Vittorio
- 1992 : Les Aventures du jeune Indiana Jones : le général Mangin
- 1993 : Port Cook (Deepwater Haven) : le chef André Lebreton
- 1996 : Julie Lescaut, épisode 1 saison 5, Propagande noire d'Alain Bonnot : Vernon
- 1999 : Cap des Pins : Serge Létan
- 1999 : Une femme d'honneur de Gilles Béhat, épisode Bébés volés : Sénéchal
- 2001 : Joséphine, ange gardien, épisode La Comédie du bonheur de Dominique Baron : Adrien
- 2003-2007 : Sous le soleil : Xavier Mondino
- 2003 : Le Don fait à Catchaires
- 2007 : Alice Nevers, Le juge est une femme,  épisode Le Prix de la vie
- 2008 : R.I.S Police scientifique, épisode Angle mort
- 2011 : Plus belle la vie : Michel Espira
- 2014 : Jusqu'au dernier de François Velle : Charles Teysson
- 2014 : Caïn de Bertrand Arthuys, 1 épisode

## Théâtre
- 1966 : Chant public devant deux chaises électriques d'Armand Gatti, mise en scène de l'auteur, TNP Théâtre de Chaillot
- 1966 : L'Agression de G. Michel, mise en scène Georges Riquier, TNP, Théâtre de Chaillot
- 1966 : À Memphis il y a un homme d'une force prodigieuse de Jean Audureau, mise en scène Antoine Bourseiller, Festival du Marais
- 1966 : Leçons de français pour Américains et Au pied du mur d'Eugène Ionesco, mise en scène Antoine Bourseiller, Poche Montparnasse
- 1967 : Silence, l'arbre remue encore de François Billetdoux, mise en scène Antoine Bourseiller, Festival d'Avignon
- 1967 : La Baye de Philippe Adrien, mise en scène Antoine Bourseiller, Festival d'Avignon
- 1978 : Il fait beau jour et nuit de Françoise Sagan, Studio des Champs Elysées
- 1979 : Le Week-end des patriotes de G. Coulonges, mise en scène de Patrick Drehant
- 1983 : Autant en emporte le vent, mise en scène de Daniel Benoin
- 1987 : C'est un fait l'indien crache trop de J. H. Pons, Festival d'Avignon
- 1988 : La Double Inconstance de Marivaux, mise en scène Jean-Paul Tribout
- 1991 : Huis clos de Jean-Paul Sartre, mise en scène Daniel Colas
- 1991: Le Sujet disparu de Leonid Zorine, mise en scène D. Bess
- 1992 : Les Mufles de Sacha Guitry, mise en scène de Jean-Paul Tribout
- 1994 : Sud de Julien Green, mise en scène de Marc Quentin et Pascal Luneau
- 1995 : Le Galant Escroc de C. Collet, mise en scène de Jean-Paul Tribout
- 1996 : Un grand cri d'amour de et mise en scène Josiane Balasko, Théâtre de la Michodière
- 1998 : La Mouette d'Anton Tchekhov, mise en scène Christophe Lidon, La Criée, Théâtre Silvia-Monfort
- 1998 : Art de Yasmina Reza, mise en scène de Jean-Paul Tribout, Festival de Sarlat
- 2001 : La trilogie de la villégiature de Carlo Goldoni, mise en scène Christophe Lidon
- 2009 : L'Antichambre de Jean-Claude Brisville, mise en scène Christophe Lidon, Théâtre de l'Œuvre
- 2011 : L'Intrus d'Antoine Rault, mise en scène Christophe Lidon, Comédie des Champs-Élysées
- 2012 : Monsieur Chasse de Georges Feydeau mise en scène de Jean-Paul Tribout
- 2013 : Opus Cœur d'Israel Horovitz mise en scène de Caroline Darnay